# Fiac
Fiac é uma comuna francesa na região administrativa da Occitânia, no departamento de Tarn. Estende-se por uma área de 25 km², e possui 921 habitantes, segundo o censo de 2018, com uma densidade de 37 hab/km².